# Municipio de Cedar (condado de Cedar)
El municipio de Cedar (en inglés: Cedar Township) es un municipio ubicado en el condado de Cedar en el estado estadounidense de Misuri. En el año 2010 tenía una población de 488 habitantes y una densidad poblacional de 4,6 personas por km².

## Geografía
El municipio de Cedar se encuentra ubicado en las coordenadas 37°50′30″N 93°52′9″O / 37.84167, -93.86917. Según la Oficina del Censo de los Estados Unidos, el municipio tiene una superficie total de 106.05 km², de la cual 104,62 km² corresponden a tierra firme y (1,35 %) 1,43 km² es agua.

## Demografía
Según el censo de 2010, había 488 personas residiendo en el municipio de Cedar. La densidad de población era de 4,6 hab./km². De los 488 habitantes, el municipio de Cedar estaba compuesto por el 97,34 % blancos, el 0,2 % eran amerindios, el 0,2 % eran asiáticos y el 2,25 % eran de una mezcla de razas. Del total de la población el 1,43 % eran hispanos o latinos de cualquier raza.